# Anagyrus nigrescens
Anagyrus nigrescens är en stekelart som beskrevs av Compere 1939. Anagyrus nigrescens ingår i släktet Anagyrus och familjen sköldlussteklar. Inga underarter finns listade i Catalogue of Life.